# Furcraea andina
Espèce
Furcraea andina est une espèce de plantes de la famille des Agavacées originaire des Andes (Colombie, Équateur, Venezuela) et particulièrement répandue dans les Andes orientales colombiennes.

## Description
La plante adulte a un tronc de 30 cm d'épaisseur, des feuilles vertes de forme linéaire-lancéolée de 50 à 200 cm de long et 8 à 14 cm de large, à bords lisses, dentés ou dentelés.
Elle pousse de 800 à 3 500 m d'altitude, sa durée de vie varie de 12 à 20 ans avec des cas extrêmes de 60 à 70 ans.
La fibre est dure, fine, brillante et blanche. La production annuelle normale est d'environ 1 kg par pied, avec des productions exceptionnelles pouvant atteindre de 3 à 6 kg par an.

## Taxonomie
Furcraea andina a été décrite en premier par William Trelease et publiée dans le Journal de physique, de chimie, d'histoire naturelle et des arts 67: 425. 1808.
Étymologie
Le genre Furcraea a été dénommé ainsi par Étienne Pierre Ventenat en 1793, en hommage au comte Antoine-François Fourcroy, chimiste au Jardin du Roi, à Paris.

## Utilisation
Cette plante est utilisée pour ses fibres qui servent à la fabrication de sacs pour transporter le café de Colombie, ainsi qu'à des usages traditionnels tels que les cotizas, chaussures dont les semelles sont en caoutchouc et dont la toile est tissée à l'aide de fibres de Furcraea andina ou fique.
En Colombie, on cultive cette plante et on extrait les fibres de fique depuis des temps immémoriaux, fibres utilisées principalement pour la fabrication de hamacs, de filets et cordes, de sandales, sacs et bâts.
Il est actuellement utilisé comme un matériau d'artisanat : sacs, ceintures, sacs à dos, chaussures, etc.